# 马兰赫斯
马兰赫斯（西班牙語：Maranges）是西班牙加泰罗尼亚赫罗纳省的一个市镇。总面积38平方公里，总人口79人（2001年），人口密度2人/平方公里。